# Digitaria distans
Digitaria distans là một loài thực vật có hoa trong họ Hòa thảo. Loài này được (Chase) Fernald mô tả khoa học đầu tiên năm 1920.